# بيزونيس (إزار)
بيزونيس هي بلدية في إزار في جنوب شرق فرنسا. أقرب مطار إلى بيزونيس هو مطار غرونوبل (10 كم).